# Scopula sinnaria
Scopula sinnaria is een vlinder uit de familie spanners (Geometridae). De wetenschappelijke naam van deze soort is voor het eerst geldig gepubliceerd in 1904 door Swinhoe.
De soort komt voor in tropisch Afrika.